# أمريكان إكسبريس
شركة أمريكان اكسبريس (بالإنجليزية: American Express Company)‏ هي شركة عالمية للخدمات المالية متنوعة مقرها الرئيسي في مدينة نيويورك وقد تأسست في عام 1850، وهي الآن أحد 30 شركة المكونة لمؤشر داو جونز الصناعي. وتشتهر الشركة بعملها في مجالي البطاقات الائتمانية والشيكات السياحية. وتعتبر أكبر مصدر للبطاقات الأئتمانية في الولايات المتحدة، بنسبة تقارب 24% من عمليات البطاقات الأئتمانية.
وقد قيمت أمريكان اكسبريس بالمركز 22 كأغلى علامة تجارية في العالم بقيمة تساوي 14.97 مليار $. وهي من أفضل 30 شركة مرغوبة في العالم حسب مجلة فوربس.
وأما علامة الشركة، والتي اختيرت عام 1958، فهي ترمز إلى مصارع روماني ويظهر بوضوح على الشيكات السياحية والبطاقات الائتمانية الخاصة بالشركة.

## تاريخ شركة أمريكان إكسبريس

### السنوات الأولى للشركة
عندما تأسست شركة أمريكان إكسبريس عام 1850 كانت «شركة تجارية سريعة».  هذا يعني أنها كانت شركة خاصة عملها هو نقل الأموال أو الطرود أو الأشياء الثمينة من مكان إلى آخر. كانت خدمة البريد الأمريكية قد بدأت قبل وقت قليل، قامت الشركة بتسليم الرسائل دون الطرود الكبيرة. هذا هو السبب في أن بعض الناس بدأوا «أعمال تجارية سريعة» صغيرة. كان المرسول السريع يحمل المال في حقيبة النقود وكان يسافر بالقطار أو الحافلة. كانت القطارات بطيئة للغاية وغالبًا ما كانت تخرج عن القضبان. أما العربات فكانت تسير على طرق مروعة مليئة بالمطبات التي منعت الخيول من الجري، لقد كان وقتًا يذهب فيه كثير من الناس إلى كاليفورنيا ومناطق أخرى في غرب الولايات المتحدة. كان هناك الكثير من الطلب على الأموال ليتم تحويلها من جزء من البلاد إلى آخر، وهذا هو سبب إنشاء شركة أمريكان إكسبريس.
كان هناك شخصان مهمان جدًا في مجال الأعمال السريعة في ذلك الوقت هما هنري ويلز وويليام جي فارجو وقد شكلا شراكة في عام 1844، عندما تم تشكيل أمريكان إكسبريس كان مقرها الرئيسي في مبنى في مانهاتن بنيويورك. اندمجت ثلاث شركات أخرى لتشكيل الشركة الجديدة وسرعان ما اشتروا العديد من المباني الأخرى المجاورة لاستخدامها كإسطبلات لخيولهم. على مدى سنوات عديدة كانت الشركة الأكثر نجاحًا في نقل البضائع والأوراق المالية والأموال وما إلى ذلك (كانت تسمى «الشحنات السريعة»)، في عام 1874 نقلت أمريكان إكسبريس مقرها إلى 65 شارع برودواي في الحي المالي في مانهاتن وظل هناك منذ ذلك الحين.

## وصلات خارجية
- أمريكان إكسبريس على موقع الموسوعة البريطانية (الإنجليزية)
- Official website
- من يقبل بطاقات أمريكان اكسبريس في المملكة المتحدة
- What does plan it and pay it mean on American Express